# Пол, Элис
Элис Стоукс Пол (англ. Alice Stokes Paul; 11 января 1885 года, Маунт-Лорел, Нью-Джерси — 9 июля 1977 года, Мурстаун, Нью-Джерси) — американская суфражистка и активистка. Наряду с Люси Бёрнс и другими, она провела успешную кампанию за женские избирательные права, которая способствовала принятию девятнадцатой поправки к Конституции в 1920 году.

## Образование
Элис Пол получила образование в квакерском Суортмор-колледже, а затем степень магистра и доктора в Пенсильванском университете. В 1922 году Пол окончила Вашингтонский юридический колледж, получив степень бакалавра права. В 1927 году получила степень магистра, а в 1928 году степень доктора гражданского права в методистском Американском университете в Вашингтоне. В связи с объединением Вашингтонского колледжа с Американским университетом в 1949 году, Пол стремилась иметь степени обоих учебных заведений.

## Суфражизм
Вскоре после окончания Пенсильванского университета Элис присоединилась к «Национальной американской ассоциации за женское равноправие», и была назначена председателем их комитета в Вашингтоне. Ассоциация лоббировала конституционную поправку для обеспечения права голоса для женщин. Этой поправки первоначально добивались суфражистки Сьюзен Энтони и Элизабет Стэнтон, которые пытались провести голосование в каждом штате США.
Когда их усилия по лоббированию оказались безрезультатными, Пол и её коллеги сформировали в 1916 году «Национальную женскую партию» (NWP), где ввели методы, некоторые из которых используются движением избирательного права в Великобритании. Тактика включала демонстрации, парады, массовые митинги, пикеты и голодовки. Все действия освещались в публикации еженедельной газете «Суфражистки».
В 1916 году, во время президентских выборов, Пол и её коллеги продолжали кампанию против Вудро Вильсона и других демократов, отказывавщихся поддерживать поправку. В январе 1917 года «Национальная женская партия» провела первый пикет у Белого дома. Пикетчики, известные как «безмолвные стражи», держали баннеры с требованиями права голоса. Это был пример ненасильственной кампании гражданского неповиновения. В июле 1917 года пикетчики были арестованы по обвинению в «затруднении движения». Многие, включая Элис Пол, были признаны виновными и заключены в тюрьму Оккоквен, в Виргинии. В знак протеста Пол устроила голодовку в тюрьме, где потом её перевели в психиатрическое отделение больницы. Это, в сочетании с продолжающимися демонстрациями и сопутствующее освещение в прессе, оказывало давление на администрацию Вильсона. В январе 1918 года Вильсон объявил, что женское избирательное право — это необходимая мера. В 1920 году была принята девятнадцатая поправка к Конституции США.

## Дальнейшая жизнь
В 1929 году поселилась в доме, купленным Альвой Белмонт, и расположенным по соседству с Капитолийским холмом, Вашингтон. Дом теперь известен, как «Дом-музей Сьюэлл — Белмонт».

## Смерть
Элис Пол умерла 9 июля 1977 года в Мурстауне, Нью-Джерси.